# Комаров, Иван Сергеевич
Иван Сергеевич Комаров (род. 15 апреля 2003, Славянск-на-Кубани, Краснодарский край) — российский футболист, полузащитник клуба «Ростов».

## Карьера
В 2017 году — чемпион летнего первенства среди команд U14 в «Клубной лиге» и серебряный призер Кубка РФС в составе команды московского «Локомотива» 2003 г.р. Победитель первенства России среди игроков 2002 года рождения, играл за «Ростов-2003» в зимнем первенстве Москвы.
В связи со вспышкой коронавирусной инфекции в «Ростове» 19 июня 2020 года был заявлен на матч премьер-лиги против «Сочи», в котом вышел во втором тайме вместо Тамаза Топурия.